# Seznam francoskih plavalcev
Seznam francoskih plavalcev.

## A
- Yannick Agnel
- David Aubry

## B
- Alain Bernard
- Charlotte Bonnet
- Frédérick Bousquet
- Theo Bussiere

## C
- Mathilde Cini

## D
- Nicolas D'Oriano
- Hugues Duboscq

## E
- Franck Esposito
- Ophélie-Cyrielle Étienne

## F
- Margaux Fabre

## G
- Béryl Gastaldello
- Fabien Gilot
- Lara Grangeon
- Maxime Grousset

## I
- Franck Iacono

## J
- Damien Joly

## K
- Christophe Kalfayan

## L
- Camille Lacourt
- Benoît Lecomte
- Clément Lefert
- Fantine Lesaffre
- Amaury Leveaux

## M
- Grégory Mallet
- Florent Manaudou
- Laure Manaudou
- Roxana Maracineanu
- Léon Marchand
- Anouchka Martin
- Désiré Merchez
- Malia Metella
- Mehdy Metella
- William Meynard
- Clément Mignon
- Camille Muffat

## P
- Paul Peyrusson
- Analia Pigrée
- Jordan Pothain

## R
- Michel Rousseau

## S
- Julien Sicot
- Boris Steimetz
- Jérémy Stravius

## T
- Christian Talli

## W
- Marie Wattel